# Jimmy Brain
James Brain (Brístol, Inglaterra; 11 de septiembre de 1900 - Barnet, Londres, Inglaterra; 1971) fue un futbolista inglés.  
Jugaba de delantero y fue uno de los grandes goleadores del Arsenal en la década de los 20, fue el primer jugador del club en llegar a los 100 goles y anotó 39 goles en la temporada 1925-26. Y junto a Ted Drake está en el quinto lugar en la lista de los máximos artilleros del club.  

## Trayectoria
Comenzó su carrera en el Ton Pentre de Gales, antes de esto trabajaba como minero en una mina de carbon. En 1923 fichó por el Arsenal donde estuvo durante 8 años y se convirtió en uno de sus máximos goleadores. Anotó su primer gol con el primer equipo en su debut el 25 de octubre de 1924 al Tottenham Hotspur. 
Brain fue un goleador eficiente durante su carrera, y fue el máximo anotador del equipo durante cuatro temporadas consecutivas (1924-25 a 1928-29); que incluye su récord de 39 goles en la temporada 1925-26 (solo bajo la marca de Ted Drake en 1934-35), que incluye cuatro tripletes. En la temporada 1926-27, Brain anotó 34 goles y ayudó al Arsenal a llegar a su primera final de FA Cup, que perdería por 1-0 ante el Cardiff City.
Sin embargo en la temporada 1929-30 el delantero perdió protagonismo en el club, siendo desplazado por David Jack, Jack Lambert y Dave Halliday, quienes ganaron titularidad. Esa temporada solo jugó seis encuentros de liga y no disputó la final de FA Cup que Arsenal ganó al Huddersfield Town. Aunque en octubre de 1930 jugó en la victoria sobre el Sheffield Wednesday por el Charity Shield en Stamford Bridge.
La siguiente temporada 1930-31 Arsenal ganó su primer título de First Division, Brain solo jugó 16 encuentros y anotó cuatro goles. Su último partido por los Gunners fue el 21 de marzo de 1931; Arsenal ganó por 2-0 al Sheffield Wednesday. 
En total jugó 232 partidos y anotó 139 goles en Arsenal, quedando quinto en la lista de goleadores históricos del club. Además, con sus goles en la victoria por 6-3 sobre Liverpool el 7 de marzo de 1928, se convirtió en el primer jugador del club en anotar 100 goles.
En septiembre de 1931 fichó por el Tottenham Hotspur por £2,500, fue uno de los primeros jugadores en fichar por el equipo rival en Inglaterra. Brain solo jugó 45 encuentros para el club, y registró 10 goles. Dejó Tottenham en 1934. 
Sus últimos clubes fueron el Swansea Town y el Bristol City. Tras su retiro como jugador dirigió al King's Lynn F.C. y al Cheltenham Town desde 1939 a 1948.
Jimmy Brain murió en 1971 a la edad de 71 años.

## Clubes

### Como jugador
| Club              | País       | Año       | Part. | Goles |
| ----------------- | ---------- | --------- | ----- | ----- |
| Ton Pentre        | Gales      | ?-1923    | ?     | ?     |
| Arsenal           | Inglaterra | 1923-1931 | 232   | 139   |
| Tottenham Hotspur | Inglaterra | 1931-1934 | 45    | 10    |
| Swansea Town      | Gales      | 1934-1937 | 51    | 25    |
| Bristol City      | Inglaterra | 1937-1939 | 32    | 9     |
| Cheltenham Town   | Inglaterra | 1939-1940 | ?     | ?     |

ref.

### Como entrenador
| Club            | País       | Año       |
| --------------- | ---------- | --------- |
| King's Lynn     | Inglaterra | 1939      |
| Cheltenham Town | Inglaterra | 1939-1948 |

## Palmarés

### Como jugador

#### Títulos nacionales
| Título                         | Club    | País       | Año     |
| ------------------------------ | ------- | ---------- | ------- |
| FA Charity Shield              | Arsenal | Inglaterra | 1930    |
| Football League First Division | Arsenal | Inglaterra | 1930-31 |